# Film und Frau
Film und Frau war eine zweiwöchentlich erscheinende deutsche Publikumszeitschrift des Hamburger Jahreszeiten Verlags. Sie widmete sich vor allem Kinofilmen und Mode. Nach mehrfacher Umbenennung ging sie 1969 in der vom Verlag Gruner + Jahr übernommenen Frauenzeitschrift Petra auf.

## Gründung
Nach Kriegsende 1945 durften Zeitungen und Zeitschriften in Deutschland nur mit Genehmigung der Besatzungsmächte erscheinen. Da Lizenzen für politische Blätter schwer zu erlangen waren, entstanden zunächst eine Reihe unpolitischer Illustrierte, wie Programmzeitschriften, Strickmusterhefte oder Frauenzeitschriften.
Unter diesen Voraussetzungen erhielten Kurt Ganske und Martin Christiansen 1948 von der britischen Besatzungsregierung die Lizenz zur Gründung eines Verlages Stimme der Frau, der später in Jahreszeiten Verlag umbenannt wurde. Sie gründeten die Zeitschrift Film und Frau im Großformat 26,5 mal 36 Zentimeter. Chefredakteur wurde der erfahrene Zeitungsmacher Claus Waldenburger, der bis 1944 die Familienzeitschrift Mein Blatt geleitet hatte.

## Konzeption
Film und Frau richtete sich an eine sogenannte gehobene Leserschaft, die sich in der Wirtschaftswunderzeit, nach Entbehrungen von Kriegs- und Nachkriegszeit, wieder mit modischer Kleidung, mit Glamourwelt des Kinofilms und luxuriösen Wohnungseinrichtungen beschäftigen mochte. Von den Illustrierten jener Zeit hob sich Film und Frau durch aufwändige Aufmachung ab, mit goldfarbenem Emblem und in Kupfertiefdruckverfahren erstellten Titelbildern berühmter Filmstars. Die Konzeption brachte Erfolg. So betrug die Auflage im Jahr 1964 pro Exemplar 444 100 Stück. (Zum Vergleich: die Konkurrenzzeitschrift Brigitte erreichte zu diesem Zeitpunkt 797 696 Exemplare.).

## Fotografie
Der frühere UFA-Fotograf F. C. Gundlach, der bei Film und Frau seine Karriere fortsetzte, charakterisierte das Blatt mit den Worten: „vielleicht das Zeitgeistblatt der 50er Jahre“. Seine Fotoserien zeigten Pariser Modeschauen mit Abendkleidern und kostbaren Pelzen, die in der Zeit des knappen Geldes kurz nach der Währungsreform für eine Durchschnittsleserin nur Träume bedeuten konnten.
Zu den Fotografen des Blattes gehörten Regina Relang, Charlotte Rohrbach, Will McBride, Inge und Hubs Flöter, Sonja Georgi, Joe Niczky, Herbert Tobias und in Paris: Willy Maywald. Auf den Titelbildern erschienen vor allem Fotos damaliger Filmstars wie Lil Dagover, Marlene Dietrich, Maria Schell, O. W. Fischer, Sonja Ziemann, Romy Schneider, aber auch internationale Größen wie Simone Signoret oder Curd Jürgens. In späteren Jahren folgten vermehrt Reportagen über gekrönte Häupter.

## Ableger
1957 veröffentlichte Film und Frau das erste Sonderheft Architektur. In den Jahren 1960 bis 1966 folgten jährlich zwei Sonderausgaben. Danach erschienen diese Sonderausgaben in immer kürzeren Zeitabständen, bis der Verlag 1985 zu zweiwöchtentlichem Rhythmus überging. Nach einer zwischenzeitlichen Umbenennung in Architektur und kultiviertes Wohnen erscheint das Blatt bis heute eigenständig als A&W Architektur & Wohnen.

## Das Ende
Mitte der 1960er Jahre verdrängte das Fernsehen zusehends Kinofilme. Film und Frau erschien dem Jahreszeiten Verlag unmodern geworden und die Stammleserinnenschaft gealtert. Der Verlag erwarb von der Konkurrenz Gruner + Jahr die Frauenzeitschrift Petra, die auf die Interessen jüngere Frauen zugeschnitten war. Nach mehreren Namensänderungen ging Film und Frau  in der heute noch existierenden Petra auf. Die alten Film und Frau – Hefte mit den Star-Titelbildern werden immer noch antiquarisch gehandelt.